# Ultima lovitură (film)
Ultima lovitură (titlu original: The Real McCoy) este un film american din 1993 regizat de Russell Mulcahy. Rolurile principale au fost interpretate de actorii Kim Basinger, Val Kilmer și Terence Stamp.

## Prezentare
Personajul principal, Karen McCoy (Kim Basinger), este implicată în jefuirea băncilor. În timpul ultimului jaf, ea este trădată de partenerii ei, iar Karen este închisă timp de șase ani. Ieșind din pușcărie, vrea să înceapă o nouă viață. Este dificil să găsească un loc de muncă ca fost deținut și chiar ofițerul de supraveghere o hărțuiește pe Karen, dar femeia este hotărâtă să pornească pe calea corectă. Într-o zi, ea se întâlnește cu un criminal meschin J.T. Barker, care se dovedește a fi un "fan" al trecutului ei criminal. Întâmplător, Barker îi spune despre eliberarea lui Karen șefului crimei Jack Schmidt, același care a pus-o pe McCoy după gratii. Schmidt încearcă s-o convingă pe McCoy să dea o nouă lovitură, dar Karen refuză. Apoi bandiții îl iau ostatic pe fiul ei.
Karen este obligată să fie de acord cu jaful. În cel mai scurt timp posibil, grupul dezvoltă și efectuează o spargere tehnică magistrală în seiful băncii. Cu toate acestea, în momentul în care trebuie să scoată conținutul seifului, se pare că Karen nu este interesată de banii altor oameni. Acest lucru duce la repornirea sistemului de securitate al băncii. Karen și Barker pleacă și toți ceilalți sunt prinși de poliție. După aceea, luându-și fiul și banii pe care Schmidt i-i datorau, Karen și Barker zboară în siguranță la Rio de Janeiro.

## Distribuție
- Kim Basinger - Karen McCoy
- Val Kilmer - J.T. Barker
- Terence Stamp - Jack Schmidt
- Gailard Sartain - Gary Buckner
- Zach English - Patrick
- Deborah Hobart - Cheryl Sweeney
- Pamela J. Hobart - Kelly
- Andy Stahl - Mr. Kroll
- Dean Rader-Duval - Lewis
- Norman Maxwell - Hoke
- Marc Macaulay - Karl
- Nick Searcy - Roy Sweeney